# Grails
Grails ist ein freies Webframework für die Programmiersprache Groovy.
Grails bietet Konzepte wie Scaffolding, automatische Validatoren und Internationalisierung. Grails ist an Ruby on Rails angelehnt und baut auf mehreren etablierten Frameworks wie Spring, Hibernate und SiteMesh auf und verbindet diese mit der Skriptsprache Groovy. 
Grundlegend ist das Prinzip von Konvention vor Konfiguration. Artefakte eines bestimmten Typs finden sich zum Beispiel immer in dem gleichen Verzeichnis der Projektstruktur oder bestimmte Elemente haben immer den gleichen Namen. Dies spart Konfigurationsaufwand und erleichtert den Einblick in ein fremdes Projekt. Eine in Grails erstellte Webanwendung lässt sich als Web Archive (WAR-Datei) exportieren und kann so auf jedem Servlet-Container wie zum Beispiel dem Apache Tomcat installiert werden.
Für Entwickler, die aus verschiedenen Gründen nicht mit Java entwickeln wollen, bietet Grails einen Einstieg. Es können ohne Java-Kenntnisse Applikationen erstellt werden, die auf der JVM lauffähig sind.
Grails wurde ursprünglich unter dem Namen Groovy on Rails entwickelt. Nachdem David Heinemeier Hansson, der Entwickler von Ruby on Rails, darum gebeten hatte, auf diesen Namen zu verzichten, wurde er nicht mehr verwendet.
Die Entwicklung von Grails wurde maßgeblich durch das Unternehmen G2One vorangetrieben. Im November 2008 hat SpringSource die Übernahme von G2One angekündigt; seitdem ist G2One in SpringSource aufgegangen. Die treibende Kraft hinter Grails ist nun das Unternehmen SpringSource.